# AMC Matador
AMC Matador – samochód osobowy klasy wyższej produkowany pod amerykańską marką AMC w latach 1970 – 1978.

## Pierwsza generacja

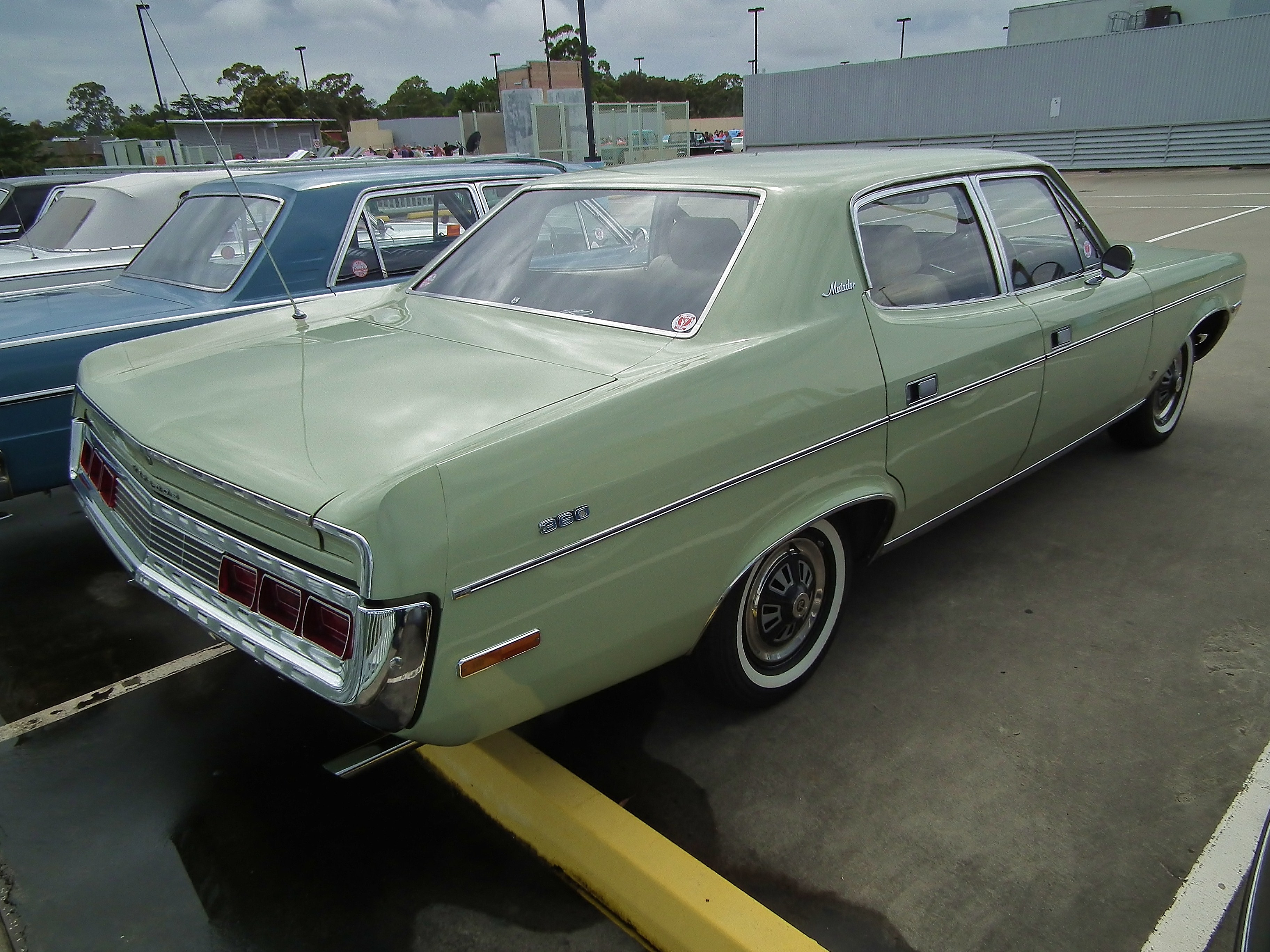
AMC Matador I - tył

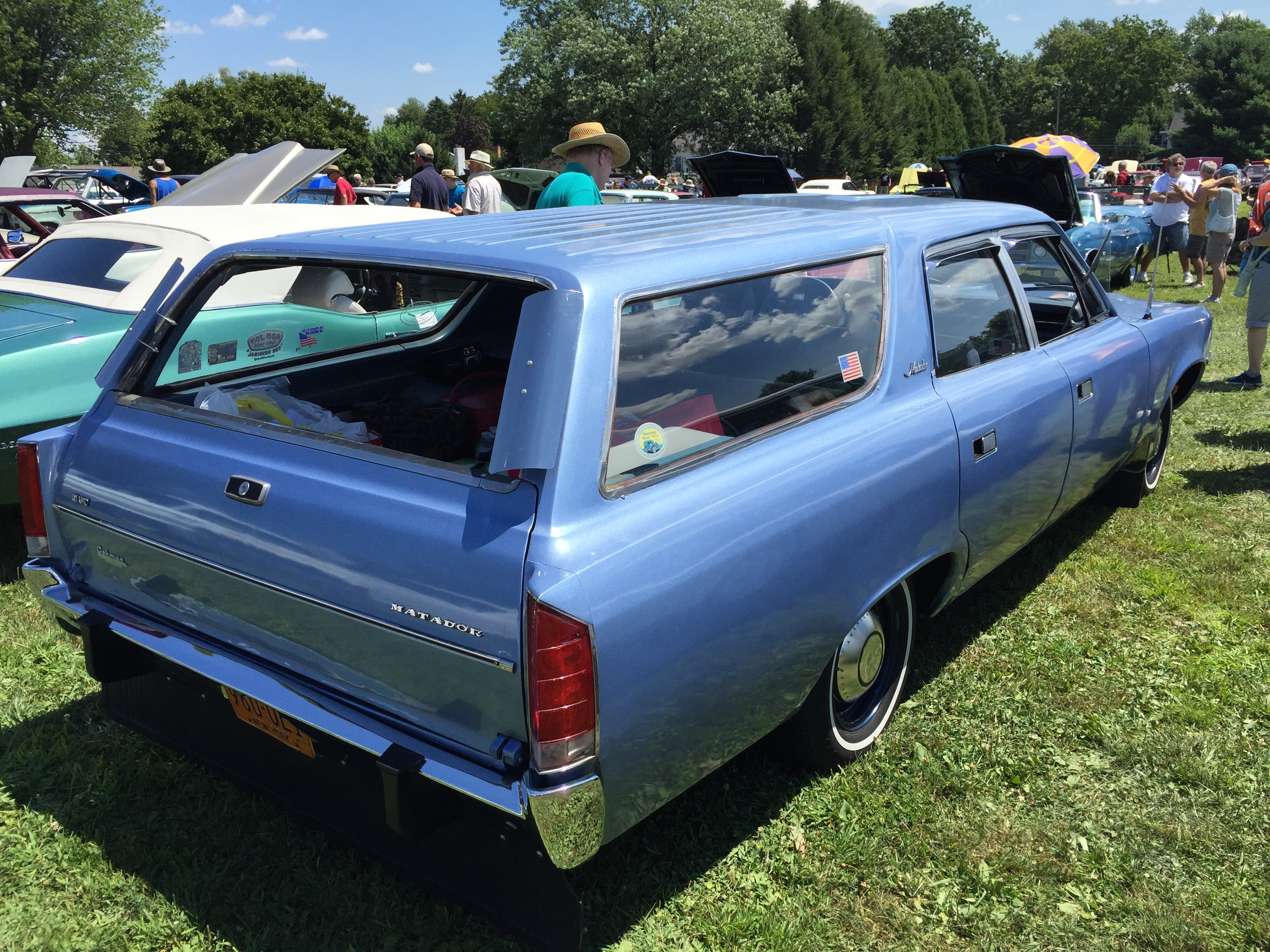
AMC Matador I Kombi

AMC Matador I został zaprezentowany po raz pierwszy w 1970 roku.
Model Matador pojawił się w ofercie AMC jako następca linii modelowej Rebel. Samochód utrzymany został w charakterystycznych proporcjach dla ówczesnych pojazdów American Motors.
Samochód zyskał podłużną tylną część nadwozia z podłużnymi, wąskimi lampami, a także nisko osadzonymi reflektorami w pasie przednim. Z obu stron nadwozia samochód wyróżniał się chromowanym wykończeniem, a także wyraźnie zarysowanymi błotnikami.

### Silniki
- L6 3.8l
- L6 4.2l
- V8 5.0l
- V8 5.6l
- V8 5.9l

### Dane techniczne
- V8 6,6 l (6571 cm³), 2 zawory na cylinder, OHV
- Układ zasilania: gaźnik
- Średnica cylindra × skok tłoka: 105,60 mm × 93,40 mm
- Stopień sprężania: 8,5:1
- Moc maksymalna: 259 KM (190 kW) przy 4600 obr./min
- Maksymalny moment obrotowy: 468 N•m przy 3300 obr./min
- Prędkość maksymalna: 186 km/h

## Druga generacja

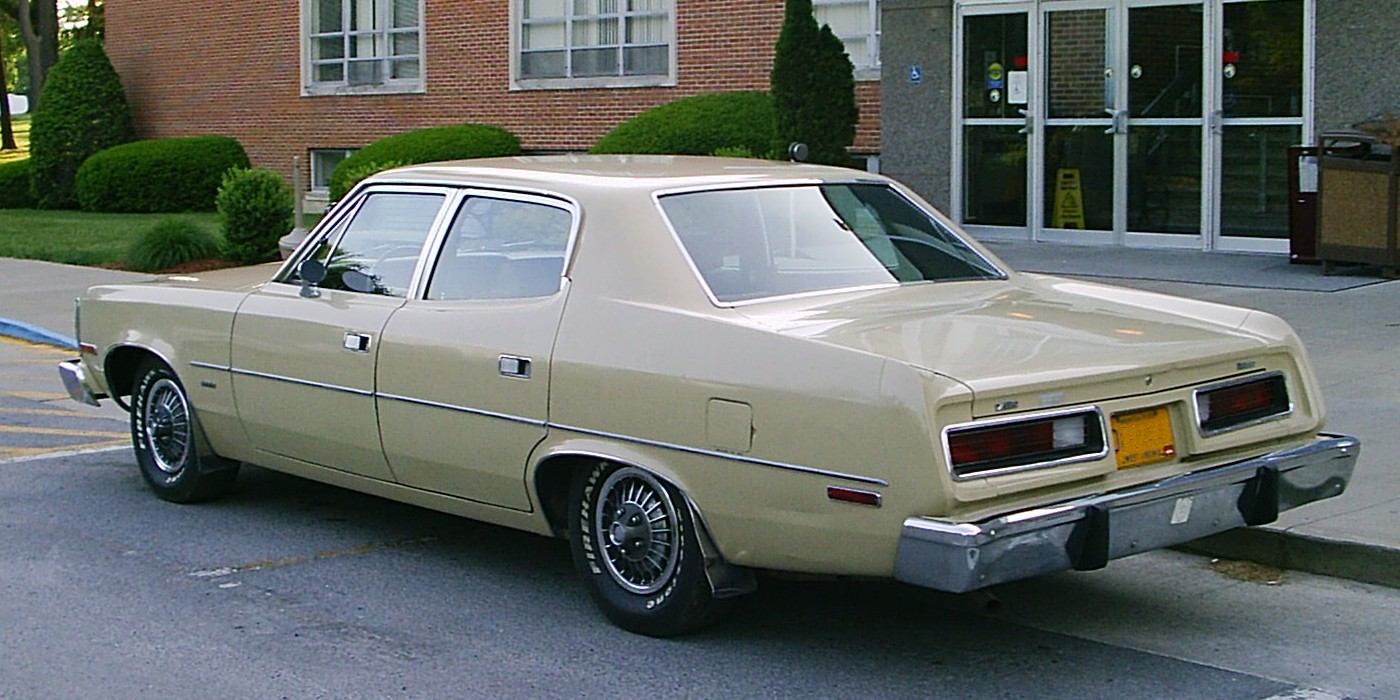
AMC Matador II - tył

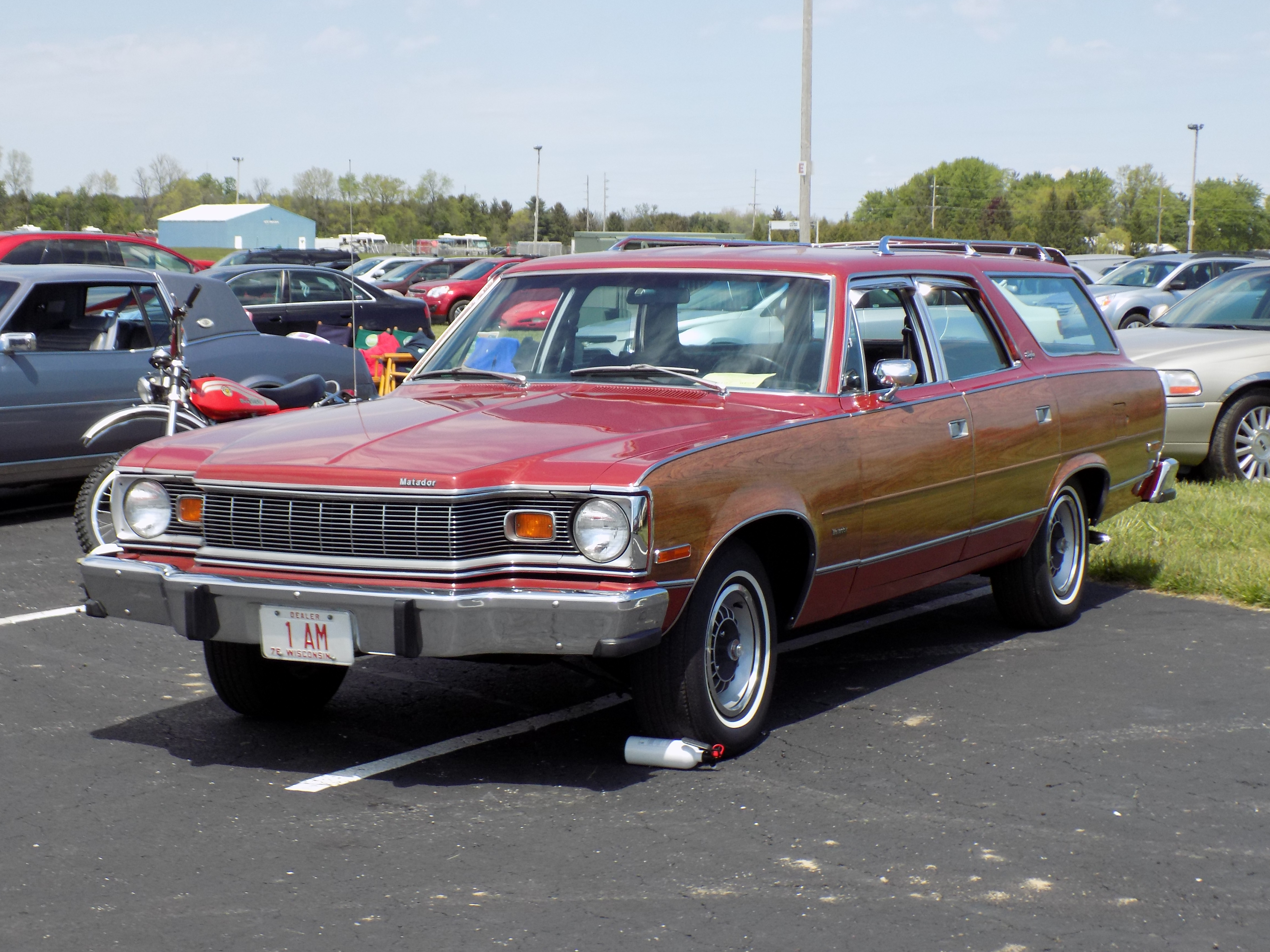
AMC Matador II Kombi

AMC Matador II został zaprezentowany po raz pierwszy w 1974 roku.
Pracując nad drugą generacją modelu Matador, AMC zdecydowało się obszernie zmodernizować dotychczas produkowaną wersję. W ten sposób zachowano taki sam kształt nadwozia, wytłoczenia drzwi i linię okien, od nowa tworząc jednocześnie projekt pasa przedniego, tylnego i deski rozdzielczej.
Druga generacja Matadora wyróżniała się kanciastym przedłużeniem widocznym na szerokości atrapy chłodnicy, a także wyżej osadzonymi dwuczęściowymi reflektorami. Z tyłu pojawiły się z kolei większe, prostokątne reflektory, między którymi znalazła się wnęka na atrapę chłodnicy.

### Silniki
- L6 3.8l
- L6 4.2l
- V8 5.0l
- V8 5.9l
- V8 6.6l

### Dane techniczne
- V8 5,0 l (4982 cm³), 2 zawory na cylinder, OHV
- Układ zasilania: gaźnik
- Średnica cylindra × skok tłoka: 95,25 mm × 87,40 mm
- Stopień sprężania: 8,4:1
- Moc maksymalna: 122 KM (90 kW) przy 3200 obr./min
- Maksymalny moment obrotowy: 298 N•m przy 2000 obr./min
- Przyspieszenie 0-80 km/h: 9,89 s
- Przyspieszenie 0-100 km/h: 13,75 s